# Separazione di gas tramite membrane
La separazione di gas tramite membrane è un processo elettrochimico che prevede la separazione dei gas dagli altri gas presenti in soluzione senza ricorrere a condensatori o ad alte pressioni.

## Processo

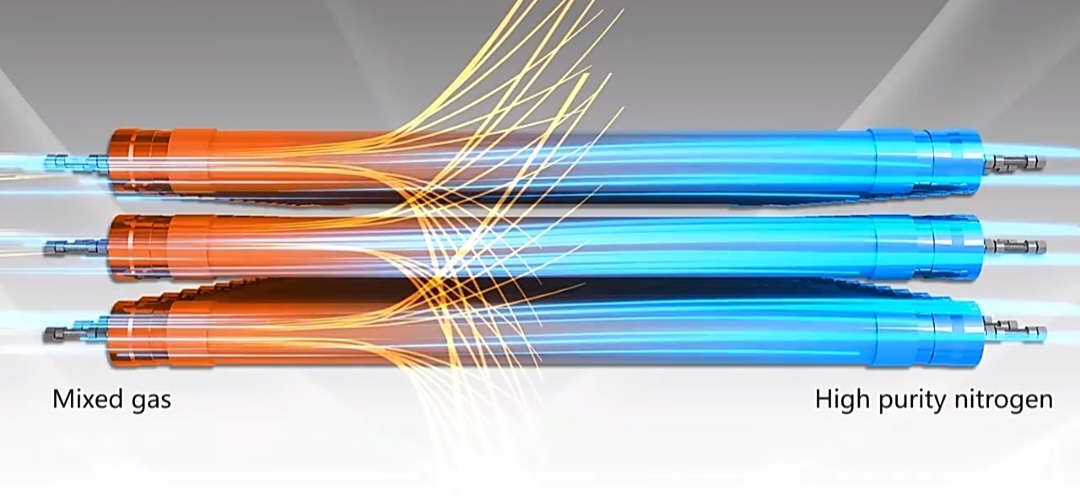
illustrazione grafica della separazione a membrana

Il processo prevede la compressione della miscela di gas (2-8 bar) all'interno di un tubo pieno di cavità isolate da una membrana con fibre semipermeabili ovvero che trattengono solo alcuni gas.
Tutto ciò che viene trattenuto dalla membrana viene trasportato fino alla fine del tubo dove si ha un'altissima concentrazione del gas isolato.
Tutti i gas che possono attraversare la membrana vengono spinti dalla pressione verso l'esterno dove è presente una cavità più grande con tubi di sfiato da dove i gas indesiderati possono uscire.

## Utilizzi
L'uso di questi separatori è molto ristretto in quanto nonostante il basso costo di queste celle di separazione per creare grandi quantità di gas ci vorrebbero decine e decine di celle di separazione in quanto ogni cella non riesce a produrre più di un litro di gas al minuto. In oltre per pompare aria in così tanti separatori servirebbe un compressore molto potente tutto ciò rende il processo molto inefficiente per le grandi quantità.
Questi impianti sono anche applicati in alcuni ristoranti, bar, ospedali e poco altro per produrre piccole quantità di gas.